# Església de la Santíssima Mare de Déu dels Courers
L'església de la Santíssima Mare de Déu dels Courers (grec: Παναγία τῶν Χαλκέων, Panagia ton Khalkéon) és una església romana d'Orient de Tessalònica, al nord de Grècia.

## Ubicació
L'església es troba a la plaça Dikastírion, al nord de la via Egnàcia, al punt on travessa l'avinguda d'Aristòtil. El fòrum romà de la ciutat es troba al nord-est. El seu nom, deriva de la seua proximitat a la zona tradicionalment ocupada pels courers de la ciutat.

## Història i descripció
Segons la inscripció del fundador dalt de l'entrada occidental, l'església es construí el 1028 pel protoespatari Cristòfor, catepà de Longobardia, i la seua esposa, fill, i dues filles. La inscripció diu:
"Aquest lloc, profà en el passat, fou dedicat com una església eminent a la Mare de Déu per Cristòfor, el més il·lustre protoespatari i governador reial de Lagouvardia, i la seua esposa Maria, i els seus fills Nicèfor, Anna i Catacal, el mes de setembre, indicció XII, l'any 6537". (l'Anno Mundi 6537 del calendari romà d'Orient és equivalent a l'Anno Domini 1028.)
La tomba de Cristòfor degué ser en un arcosoli a la paret septentrional de l'església.
Amb la conquesta otomana de la ciutat el 1430 pels turcs, l'església fou convertida en una mesquita, anomenada Kazancilar Camii ('Mesquita dels courers'). Fou mesquita fins al final de l'ocupació otomana, el 1912. L'edifici fou restaurat al 1934 després dels terratrèmols de Calcis del 1932.

### Exterior

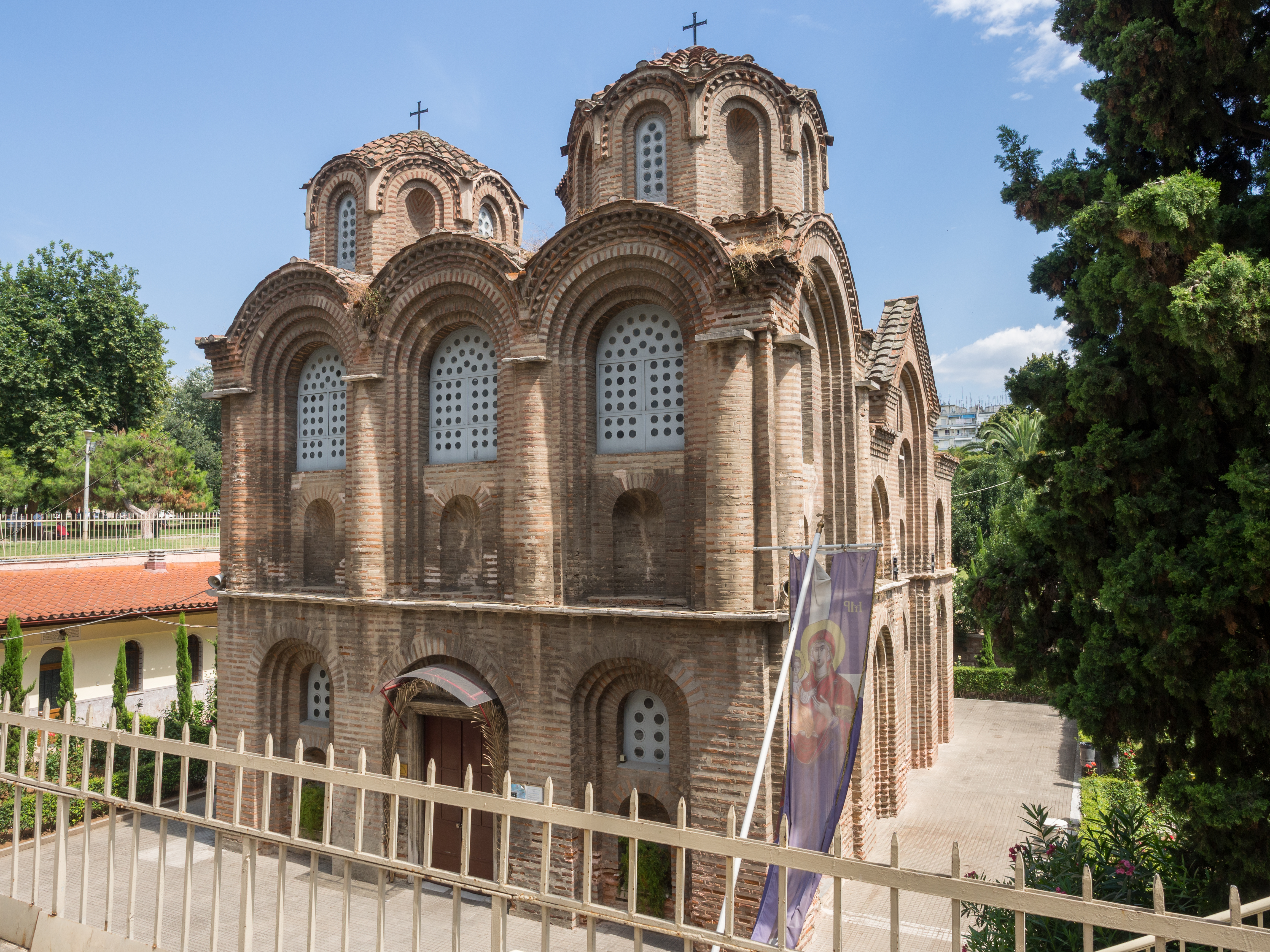
Vista occidental

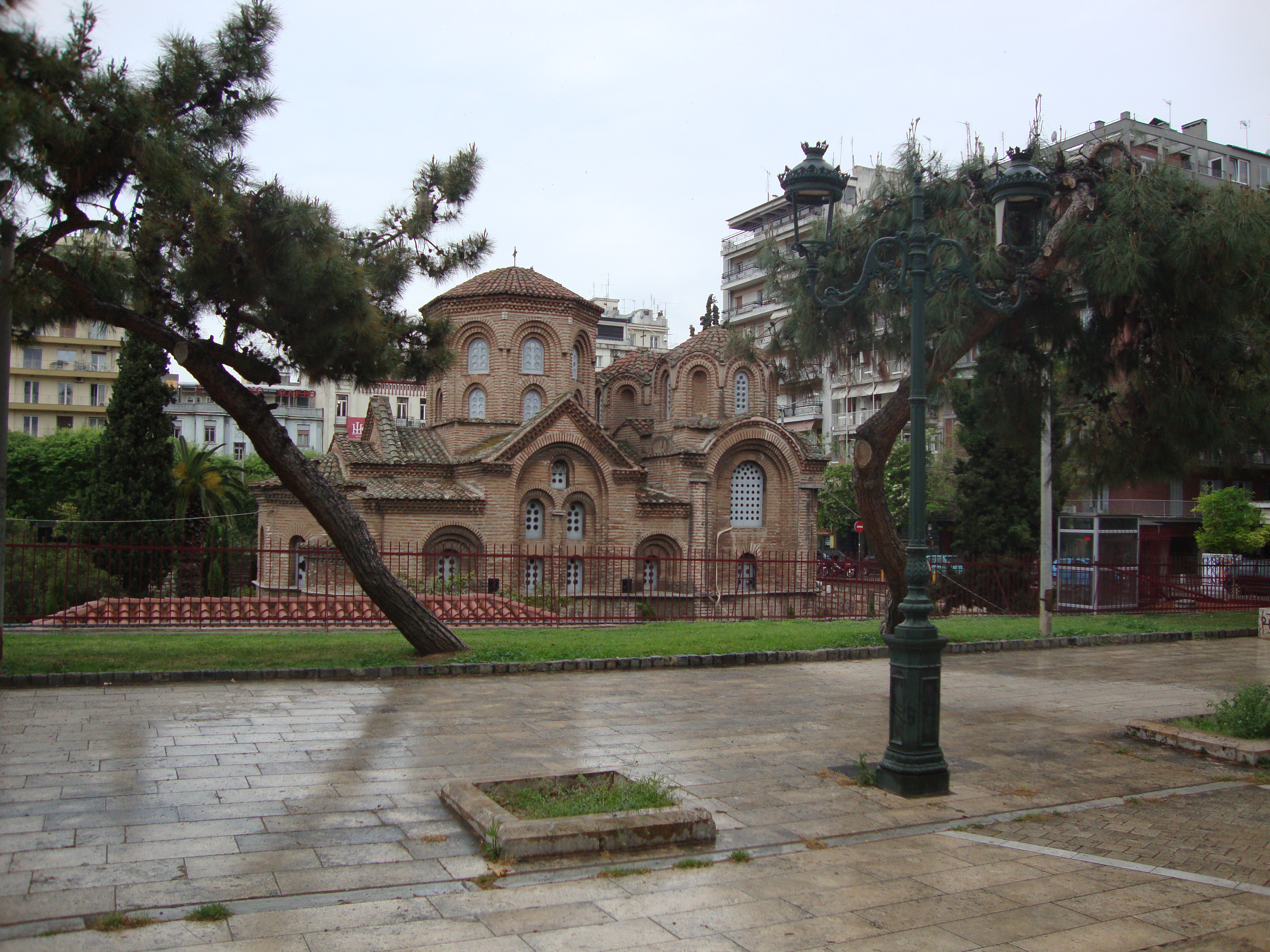
Vista des del carrer

És una església que presenta la clàssica planta en creu inscrita, pròpia de l'arquitectura del període macedoni, amb quatre columnes i tres cúpules, una de central i dues damunt el nàrtex. Tot l'edifici és de maons, la qual cosa li ha donat el malnom popular d'Església vermella (Κόκκινη Εκκλησιά). L'exterior està animat amb arcs i pilastres, que poden remuntar-se a la influència de Constantinoble. L'ús d'arcs amb eixides dona a l'edifici una aparença escultòrica. Una cornisa de marbre recorre l'església, donant a l'edifici unes seccions diferenciades superior i inferior. La secció inferior és més sòbria, i la superior se'n distingeix decorativament amb semicolumnes entre arcs, i una trajectòria de dents de serra on el mur es troba amb la teulada.

### Interior
Dins, l'església es divideix en tres seccions: el nàrtex, la nau (el quadrat central del plànol «en creu inscrita»), i el templet.
El nàrtex és cobert per tres voltes de canó i conté una galeria superior que potser fou una sagristia. Mai va haver-hi, no obstant això, una escala que hi portàs. Anna Tsitouridou especula que pot ser que s'hi arribàs per una escala a través del que hui és una finestra amb arc encegada al cantó nord-oest de l'església.
En la nau, quatre columnes de marbre gris clar formen un quadrat i donen suport als arcs de quatre voltes de canó que formen els braços de la creu. Les petxines entre els arcs creen una base circular per a la cúpula que és damunt. És octogonal, té setze finestres en dues files, una damunt de l'altra. Els braços de la creu poden veure's clarament en l'exterior, amb teulades en forma de cadira de cavall sobre les voltes de canó, i frontons triangulars emfasitzant-ne els extrems. Unes voltes de claustre cobreixen els quatre buits entre els braços de la creu, completant el quadrat de la nau.
Tot i que les tombes dels fundadors se solen col·locar al nàrtex, a l'església de la Santíssima Mare de Déu dels Courers, la tomba que es creu que és de Cristòfor, el fundador, es troba en un nínxol (un arcosoli) a la muralla septentrional de la nau.
El templet es divideix en tres seccions: cos principal central del santuari, pròtesis, i diacònicon. La secció central té un absis ampli, que és «semicircular per dins». Els altres dos buits tenen absis «semicirculars dins i fora». L'església té algunes anomalies: el mur del nord és un poc més llarg que el meridional, i les quatre columnes centrals no formen pas un quadrat perfecte.

### Decoració escultòrica
Hi ha decoració escultòrica als capitells de les quatre columnes de la naos i als brancals de les portes del nàrtex.
Els capitells de les columnes són decorats amb relleus o fulles de llorer i nusos que contenen creus i rosetes. La llinda de la porta que duu des del nàrtex a la naos té un disseny de banda retorçada, formant quadrats i cercles en relleu. Els cercles contenen rosetes i hi havia creus en els quadrats, però han estat raspades.

### Pintures

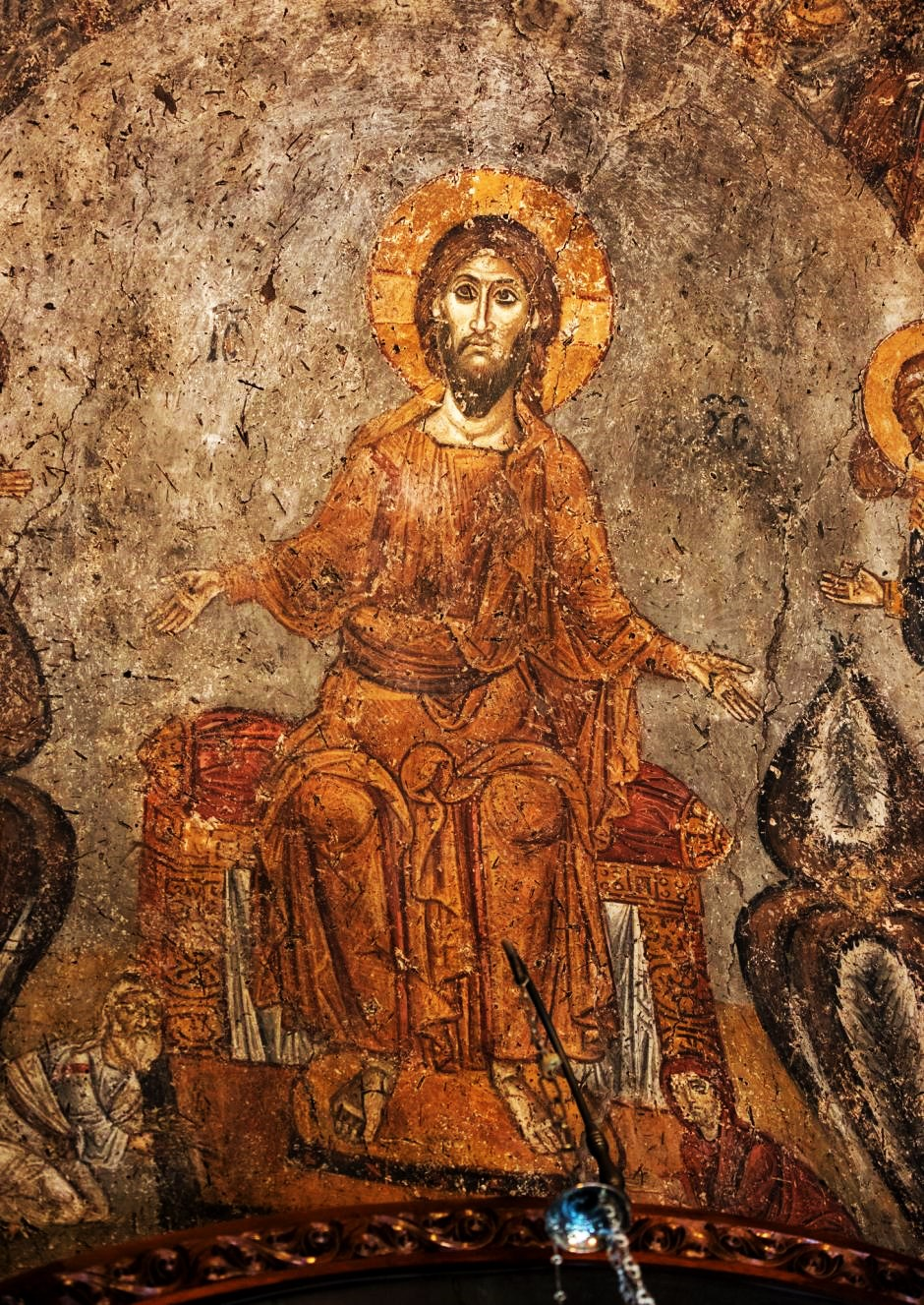
Fresc del segle XIV

Els murs estaven coberts amb pintures, però la majoria han caigut, i el que resta no està en bones condicions. Les pintures són de l'època en què es construí l'església, tret d'unes poques del segle xiv que poden veure's al mur occidental.
Segons Sharon Gerstel, "l'església de la Santíssima Mare de Déu dels Courers... conserva un dels primers programes de santuari amb els registres més antics de Macedònia».
En la petxina de l'absis s'alça la Mare de Déu resant flanquejada per dos arcàngels. Dos registres més avall, en l'inferior del templet, hi ha quatre representacions de mitjana longitud d'«anargyroi», o 'no-mercenaris': guaridors que rebutjaven pagaments pels seus serveis com a sanadors. Segons Gerstel, la presència de figures no episcopals en el bema data el programa iconogràfic en «un període en què una varietat més àmplia de sants podien col·locar-se al templet».
Inscrites en l'arc oriental de l'església estan aquestes paraules:
«Contemplant l'altar del Senyor, alça't tremolós, oh, feligrés!
Perquè, dins, Crist és sacrificat diàriament.
I els poders dels àngels incorporis, administrant-se,
Envolten [l'altar] de por.»
Aquest missatge envolta una representació dels apòstols en el Darrer Sopar, que és la representació més antiga que es conserva de l'escena al bema d'una església romana d'Orient. En aquesta versió, l'ofrena del pa està pintada al mur meridional del bema, i l'ofrena del vi (molt deteriorada) al mur septentrional que en resta enfront. Això, segons Gerstel, embolcalla l'altar i el rector i significa «el sacerdot amb Crist com el donant del sacrifici».
A la cúpula principal hi ha una variació respecte del programa iconogràfic romà d'Orient típic. En comptes de l'habitual Pantocràtor, hi ha una pintura de l'ascensió de Crist. Anna Tsitouridou suggereix que açò pot ser perquè l'església es va construir per a albergar la tomba del fundador.
Les voltes de canó i els murs sobre la cornisa de la naos originàriament es van decorar amb un cicle cristològic, però en queda molt poc.
Al nàrtex els murs estan pintats amb el Judici Final. Anna Tsitouridou associa el Judici Final amb la naturalesa funerària del monument.
Les figures de l'església de la Santíssima Mare de Déu dels Courers es caracteritzen per la simetria, la planitud, intenses línies fosques, àmplies ombres, i gran varietat de colors. Les pintures murals estan realitzades sobretot al fresc, només els detalls facials són in secco.